# Gwalior Gird
Gwalior Gir fou un districte o zila de l'estat de Gwalior, amb centre a Gwalior (ciutat) i Lashkar. A Antri hi ha la tomba d'Abul Fazl, l'autor de l'Ahi-i-Akbari, que fou assassinat en aquest lloc per Bir Singh Deo d'Orchha.
La superfície era de 3.996 km² i estava rodejat per altes districtes o ziles de Gwalior excepte a l'est i sud-est on tocava territori de Datia. L'únic riu important era el riu Sind a la frontera oriental. La població el 1901 era de 323.693 habitants. Les ciutats principals eren Lashkar (població incloent Brigade, 102.626), Gwalior (16.807, però de fet unida a Lashkar), i Morar (19.179), i tenia 614 pobles. Estava dividit en tres parganes:
- Maslura.
- Pichhor.
- Lashkar.